# آندریاس متاکساس
آندریاس متاکساس (یونانی: Ανδρέας Μεταξάς؛ ۱۷۹۰ – ۸ سپتامبر ۱۸۶۰) یک سیاست‌مدار اهل یونان بود.